# Open access
(Peter Suber, Open access overview. Focusing on open access to peer reviewed research articles an their preprints, 2004.)

Il logo Open Access, creato originalmente dalla Public Library of Science

L'accesso aperto o open access  è una modalità di pubblicazione del materiale prodotto dalla ricerca scientifica (come ad esempio gli articoli pubblicati in riviste accademiche o atti di conferenze, ma anche capitoli di libri, monografie, o dati sperimentali) che ne consente accesso libero e senza restrizione.
Data la contrapposizione del modello di pubblicazione ad accesso aperto rispetto a quello classico, nel quale tipicamente le case editrici accademiche detengono diritti esclusivi sul materiale e ne vendono abbonamenti e licenze, l'espressione indica anche il movimento che sostiene e promuove la strategia ad accesso aperto.
In un'accezione ancor più ampia, il termine esprime la libera disponibilità online di contenuti digitali in generale e riguarda l'insieme della conoscenza e della creatività liberamente utilizzabile, in quanto non coperta da restrizioni legate alla proprietà intellettuale.

## Prassi
Attualmente, l'accesso aperto è all'origine di molte discussioni tra universitari, bibliotecari, amministratori di università e politici, a causa delle differenze di interessi di questi diversi attori, in particolare circa la remunerazione economica da parte degli universitari e, più in generale, sui modelli di business da adottare.
Sebbene alquanto diffuso, il modello non è prevalente; pertanto, a livello pratico, le modalità di pubblicazione ad accesso aperto possono differire anche grandemente, non solo nelle pratiche e nei processi di pubblicazione delle opere, ma anche nei diritti di diffusione e sfruttamento delle stesse.
La maggior parte delle riviste "tradizionali" offre la scelta all'autore di pagare per l'open access o di far pagare l'accesso agli articoli agli utenti tramite abbonamenti o acquisti una tantum; al polo opposto, le riviste 100% "open access" non lasciano scelta e impongono il pagamento agli autori; in molti casi, sono previsti sconti per i paesi meno abbienti.

### Metodologie
Si sono affermate due strategie principali per garantire pubblicazioni ad accesso aperto:
- Viene definita via verde ("green road") la pratica dell'autoarchiviazione ("self-archiving"), da parte degli autori, di copie dei loro articoli in archivi istituzionali o disciplinari, o ancora nei loro siti personali, dopo aver negoziato i diritti e averli pubblicati su riviste scientifiche anche a pagamento.
- Viene definita via d'oro ("gold road") la pubblicazione di articoli su riviste direttamente e immediatamente accessibili ad accesso aperto, solitamente dietro il pagamento da parte dell'autore o della sua istituzione di una consistente tariffa  (APC, Article Processing Charges); in alcuni casi l'istituzione acquista "pacchetti" in blocco utilizzabili entro un certo limite da tutti gli autori affiliati. L'esempio più famoso sono le riviste dell'editore Public Library of Science (PLoS)[3], PeerJ e Directory of Open Access Journals.[4]

A queste tipologie si aggiungono due soluzioni intermedie:
- la cosiddetta "via rossa" o ibrida, una modalità di Open Access su riviste che pubblicano sia articoli ad accesso libero, sempre dietro pagamento dell'APC, che articoli consultabili a pagamento. Una seconda fonte di profitto per gli editori deriva dalle sottoscrizioni a pagamento da parte delle biblioteche universitarie, il cosiddetto double dipping.[4] I costi sono dell'ordine di centinaia di migliaia di euro per atenei di medie dimensioni, obbligate dai vincoli di bilancio a selezionare le case editrici e le tematiche della ricerca da coprire.
- Overlay journal: selezione antologica di testi già gratuitamente disponibili online.

### Diritto d'autore
A livello internazionale, l'Open Access viene presentato con due gradi di libertà diversi: Gratis OA è l'accesso online senza costi per l'utente, mentre il Libre OA porta ulteriori libertà.
Per quanto riguarda l'agevolazione dell'accesso e la rimozione di particolari restrizioni solitamente si richiede al detentore dei diritti d'autore (che generalmente è l'autore del materiale ma a volte può essere la propria organizzazione ecc.) di concedere più libertà agli utenti finali, rilaciando il materiale mediante una apposita licenza che ne descriva gli utilizzi consentiti. Questa operazione è semplificata da strumenti come le licenze Creative Commons.

### Licenze Open Access
Dopo il 2001 organizzazioni come Creative Commons hanno favorito l'adozione di strumenti per implementare diversi modelli di apertura. Le licenze Creative Commons sono diverse, comprendendo anche diversi modelli di restrizione non sempre universalmente riconosciuti dalla comunità Open Access. I criteri Open Access sono stati definiti con la iniziativa di Budapest e nel 2003 con la dichiarazione di Berlino. Quest'ultima al 2022 è sostenuta da più di settecento istituzioni scientifiche. La definizione più recente e più sostenuta indica quindi di concedere agli utenti finali il riutilizzo ma altresì l'adattamento del materiale e senza imporre restrizioni (fra cui senza imporre restrizioni commerciali).
Le seguenti tre licenze (CC0, CC BY e CC BY-SA) sono quelle maggiormente indicate per creare materiale in Open Access:

#### Creative Commons Zero (CC0)

Indicazione del rilascio in pubblico dominio con Creative Commons Zero.

La licenza chiamata "CC0" (più propriamente non è una licenza ma uno strumento di rilascio) nasce per rinunciare facilmente al proprio copyright e donare un materiale digitale al pubblico dominio; cosa che, normalmente, in molti stati avverrebbe solo dopo 70 anni dalla morte dell'autore.
Lo strumento CC0 è appropriato per massimizzare la diffusione di un'opera, un fatto, un'informazione ecc. senza imporre alcuna restrizione di copyright. La CC0 non impone nemmeno un credito particolare, come uno specifico link ecc. agli utenti finali. Ad ogni modo la CC0 non significa non ricevere alcun credito. Sussistono comunque diritti morali e inoltre ci si aspetta che la comunità scientifica inserisca a prescindere dei crediti appropriati.

#### Creative Commons Attribuzione (CC BY)

Indicazione della licenza Creative Commons Attribuzione.

La licenza CC BY è utilizzata per richiedere agli utilizzatori finali di indicare un credito specifico (un nome, un link ecc.). Questa licenza è spesso adottata per promuovere l'autore dell'opera ma in certi contesti imporre questa condizione potrebbe non essere banale da rispettare, come in certi dataset e database, o progetti collaborativi in cui non è semplice imporre un credito ad ogni contributo. Alcune organizzazioni come l'Università della California consigliano comunque di non fare affidamento sulla CC BY per imporre un credito corretto, dato che ci si aspetta comunque un credito sufficiente dalle persone che operano nel campo dell'educazione e della ricerca.

#### Creative Commons Attribuzione - Condividi allo stesso modo (CC BY-SA)

Indicazione della licenza Creative Commons Attribuzione-Condividi allo stesso modo.

Oltre alle caratteristiche della richiesta specifica di attribuzione, la licenza CC BY-SA persegue il concetto di copyleft. Questo concetto, originariamente diffuso nell'ambito del software libero, si manifesta imponendo che eventuali opere derivate siano rilasciate sotto la medesima licenza, e quindi mantenendo il contenuto libero. Per esempio, anche la licenza CC BY-SA non ha particolari restrizioni (e permette quindi per esempio anche l'uso commerciale) ma questo diritto cessa se il materiale derivato viene integrato con materiale proprietario.

### Statistiche di adozione

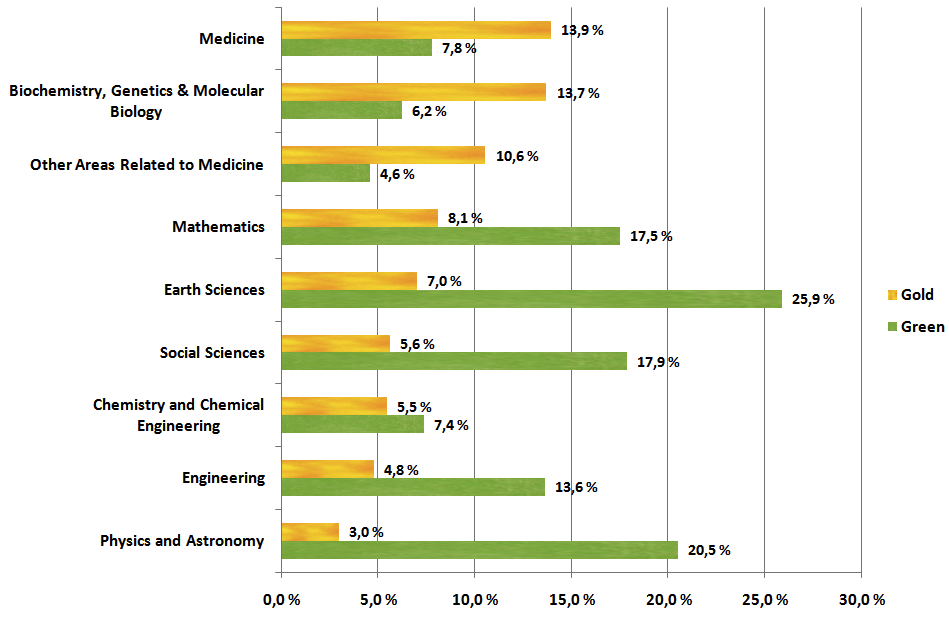
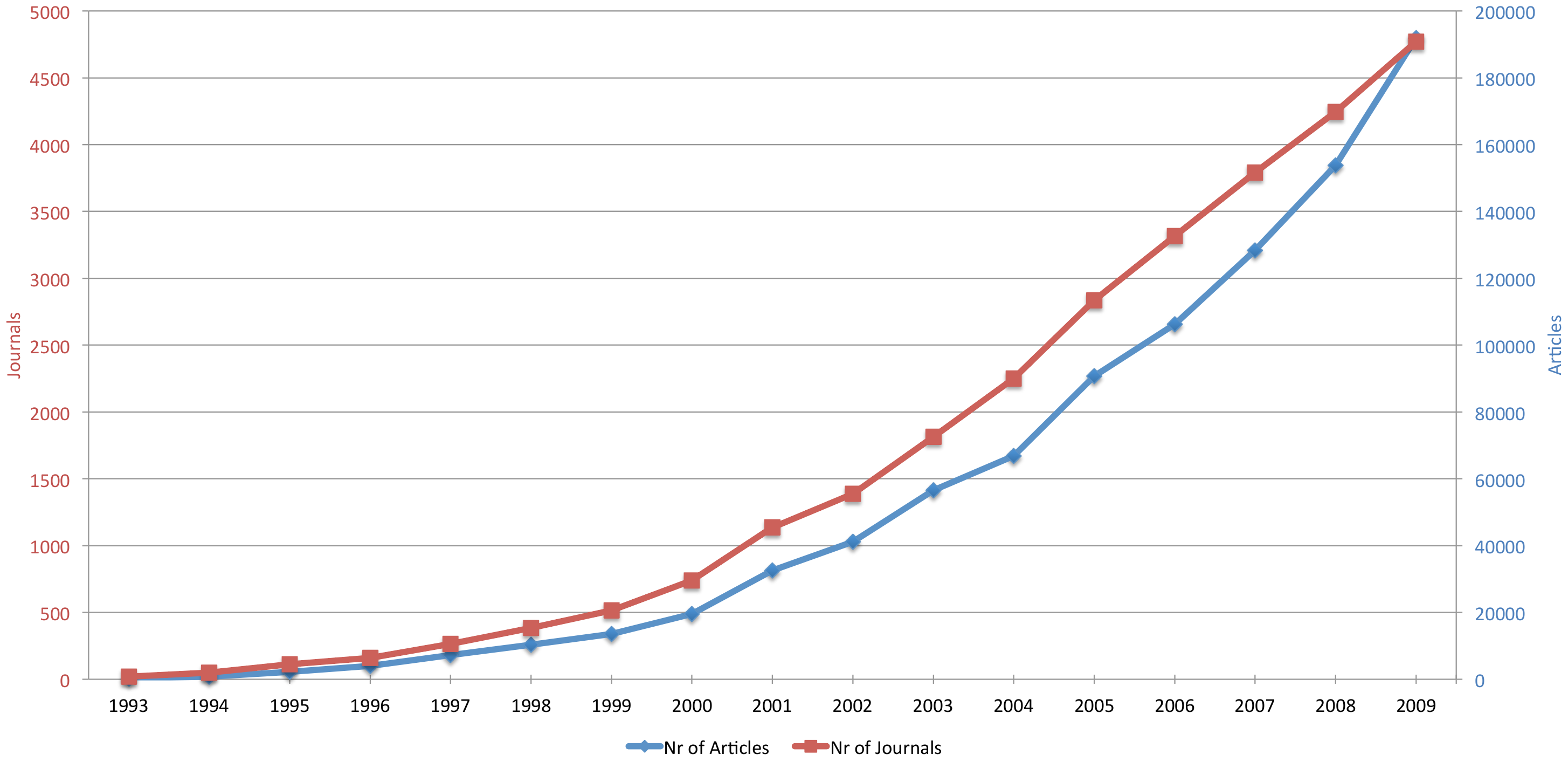
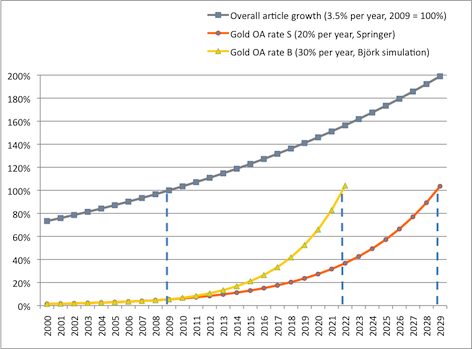
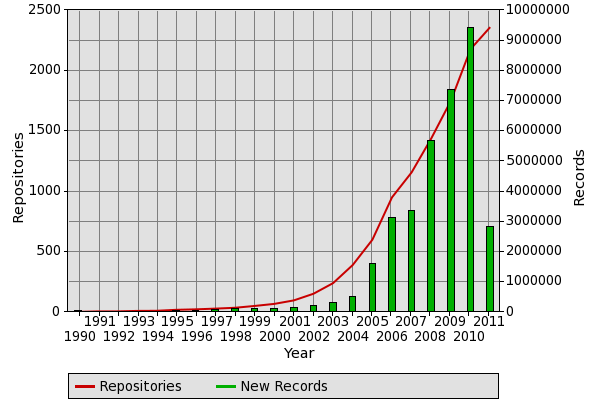
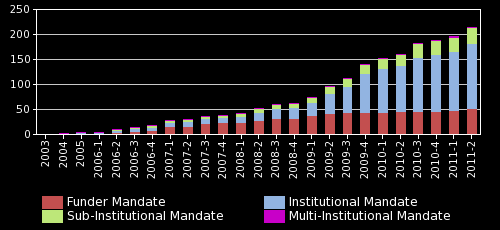
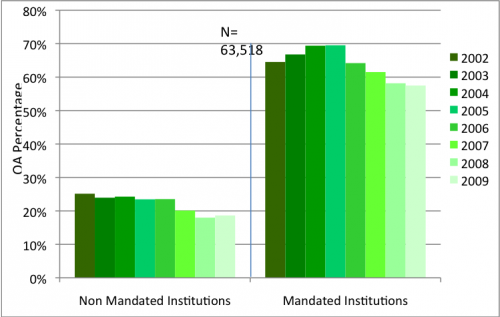